# Бозанбайський сільський округ
Бозанба́йський сільський округ (каз. Бозанбай ауылдық округі, рос. Бозанбайский сельский округ) — адміністративна одиниця у складі Уланського району Східноказахстанської області Казахстану. Адміністративний центр — село Бозанбай.
Населення — 2363 особи (2021; 2866 у 2009, 5109 у 1999, 5856 у 1989).
Станом на 1989 рік існувала Крупська сільська рада (села Алгабас, Дирижабль, Єкатериновка, Нікітінка) з центром у селі Нікітінка. 2019 року були ліквідовані села Акжартас та Кизилсу.

## Склад
До складу округу входять такі населені пункти:
| Населений пункт | Старі назви  | Населення, осіб (1989) | Населення, осіб (1999) | Населення, осіб (2009) | Населення, осіб (2021) |
| --------------- | ------------ | ---------------------- | ---------------------- | ---------------------- | ---------------------- |
| Акжартас, село  | Єкатериновка | 686                    | 418                    | 73                     | -                      |
| Алгабас, село   | -            | 492                    | 586                    | 520                    | 363                    |
| Бозанбай, село  | Нікітінка    | 4474                   | 3924                   | 2203                   | 2000                   |
| Кизилсу, село   | Дирижабль    | 204                    | 181                    | 70                     | -                      |